# Barelas
Barelas est un quartier de la ville d’Albuquerque, dans l’État du Nouveau-Mexique.